# Глендора (Міссісіпі)
Глендора (англ. Glendora) — селище (англ. village) в США, в окрузі Таллагачі штату Міссісіпі. Населення — 154 особи (2020).

## Географія
Глендора розташована за координатами 33°49′40″ пн. ш. 90°17′34″ зх. д. / 33.82778° пн. ш. 90.29278° зх. д. (33.827645, -90.292696).  За даними Бюро перепису населення США в 2010 році селище мало площу 0,37 км², уся площа — суходіл.

## Демографія
Згідно з переписом 2010 року, у селищі мешкала 151 особа в 40 домогосподарствах у складі 32 родин. Густота населення становила 404 особи/км².  Було 48 помешкань (128/км²).
Расовий склад населення:
| - 98,0 % — чорних або афроамериканців - 1,3 % — корінних американців - 0,7 % — білих |

До двох чи більше рас належало 0,0 %. Частка іспаномовних становила 1,3 % від усіх жителів.
За віковим діапазоном населення розподілялося таким чином: 37,7 % — особи молодші 18 років, 55,7 % — особи у віці 18—64 років, 6,6 % — особи у віці 65 років та старші. Медіана віку мешканця становила 23,9 року. На 100 осіб жіночої статі у селищі припадало 93,6 чоловіків;  на 100 жінок у віці від 18 років та старших — 95,8 чоловіків також старших 18 років.
Середній дохід на одне домашнє господарство  становив 29 716 доларів США (медіана — 31 875), а середній дохід на одну сім'ю — 30 667 доларів (медіана — 36 250). За межею бідності перебувало 41,0 % осіб, у тому числі 43,2 % дітей у віці до 18 років та 50,0 % осіб у віці 65 років та старших.
Цивільне працевлаштоване населення становило 11 осіб. Основні галузі зайнятості: освіта, охорона здоров'я та соціальна допомога — 27,3 %, науковці, спеціалісти, менеджери — 18,2 %, виробництво — 18,2 %.